# Alfred Wihlborg
Alfred Wihlborg, född 1 mars 1883 i Bonderups församling, Malmöhus län, död 3 februari 1955 i Malmö, var en svensk präst.
Wihlborg, som var son till Jöns Wihlborg och Boel Pålsdotter, blev teologie kandidat 1909 och prästvigdes samma år. Han studerade kyrkliga förhållanden i Tyskland 1921 och var representant för ärkebiskop Nathan Söderblom i Hauptversammlung der Luther-Gesellschaft i Erfurt 1922. Han blev prebendepastor i Husie församling 1912 och var kyrkoherde i Västra Skrävlinge församling från 1920. Han var sekreterare i Lunds teologiska sällskap från 1912, andre sekreterare i Allmänna svenska prästföreningens centralstyrelse från 1925, ordförande i Malmö stadsmission från 1937, fullmäktig i prästerskapets änke- och pupillkassa 1928, ledamot av dess direktion 1929–1940, styrelseledamot i Svenska prästerskapets understödsförening från 1932, ledamot av direktion för Skånska prästerskapets byggnadskassa från 1936 och dess ordförande från 1942. Han var ledamot av skolstyrelsen i Malmö stad från 1931, av kyrkofullmäktige från 1939, chefredaktör för Svensk Kyrkotidning 1934–1937, sakkunnig angående folkräkning 1930, angående folkbokföring 1938 och 1942, i dissenterlagkommittén 1948 och kyrkobokföringsinspektör 1946. Han utgav Folkbokföringsförordningen 1946 med kommentar samt skrev artiklar och recensioner i teologiska tidskrifter och tidningar. Han utnämndes till prost 1952.